# Championnat du Japon de football 2008
Navigation
J1 League 2007 J1 League 2009
Le Championnat du Japon de football 2008 est la 43e édition de la première division japonaise et la 16e édition de la J.League. Le championnat a débuté le 8 mars 2008 et s'est achevé le 6 décembre 2008. 

## Les clubs participants
Les 15 premiers de la J League 2007, les deux premiers de la J2 League 2007 et le vainqueur du barrage promotion-relégation participent à la compétition.
| Club                      | Dernière montée | Ville    | Classement 2007 | Entraîneur          | Depuis | Stade                            | Capacité | Nombre de saisons |
| ------------------------- | --------------- | -------- | --------------- | ------------------- | ------ | -------------------------------- | -------- | ----------------- |
| Kashima Antlers           | -               | Kashima  | 1er             | Oswaldo de Oliveira | 2007   | Stade de Kashima                 | 40 728   | 16                |
| Urawa Red Diamonds        | 2001            | Saitama  | 2e              | Gert Engels         | 2008   | Stade Saitama 2002               | 63 700   | 15                |
| Gamba Osaka               | -               | Suita    | 3e              | Akira Nishino       | 2002   | Stade commémoratif de l'Expo '70 | 21 000   | 16                |
| Shimizu S-Pulse           | -               | Shizuoka | 4e              | Kenta Hasegawa      | 2005   | Stade du parc Nihondaira         | 20 299   | 16                |
| Kawasaki Frontale         | 2005            | Kawasaki | 5e              | Tsutomu Takahata    | 2008   | Stade d'athlétisme de Todoroki   | 27 495   | 5                 |
| Albirex Niigata           | 2004            | Niigata  | 6e              | Jun Suzuki          | 2006   | Stade Denka                      | 42 300   | 5                 |
| Yokohama F. Marinos       | -               | Yokohama | 7e              | Kokichi Kimura      | 2008   | Stade Nissan                     | 72 327   | 16                |
| Kashiwa Reysol            | 2007            | Kashiwa  | 8e              | Nobuhiro Ishizaki   | 2006   | Hitachi Kashiwa Stadium          | 15 349   | 13                |
| Júbilo Iwata              | 1994            | Iwata    | 9e              | Hans Ooft           | 2008   | Stade Yamaha                     | 16 893   | 15                |
| Vissel Kobe               | 2007            | Kobe     | 10e             | Hiroshi Matsuda     | 2007   | Stade du parc Misaki             | 30 132   | 11                |
| Nagoya Grampus            | -               | Nagoya   | 11e             | Dragan Stojković    | 2008   | Stade Toyota                     | 45 000   | 16                |
| FC Tokyo                  | 2000            | Tokyo    | 12e             | Hiroshi Jofuku      | 2008   | Stade Ajinomoto                  | 50 000   | 9                 |
| JEF United Ichihara Chiba | -               | Ichihara | 13e             | Alex Miller         | 2008   | Fukuda Denshi Arena              | 18 500   | 16                |
| Oita Trinita              | 2003            | Ōita     | 14e             | Péricles Chamusca   | 2005   | Stade d'Oita                     | 40 000   | 6                 |
| Omiya Ardija              | 2005            | Saitama  | 15e             | Yasuhiro Higuchi    | 2008   | Stade du parc Omiya              | 15 500   | 4                 |
| Consadole Sapporo         | 2008            | Sapporo  | 1er             | Toshiya Miura       | 2007   | Dôme de Sapporo                  | 42 122   | 4                 |
| Tokyo Verdy               | 2008            | Tokyo    | 2e              | Tetsuji Hashiratani | 2008   | Stade Ajinomoto                  | 50 000   | 14                |
| Kyoto Sanga FC            | 2008            | Kyoto    | 3e              | Hisashi Kato        | 2007   | Nishikyogoku Athletic Stadium    | 20 588   | 9                 |

- Tenant du titre et qualifié pour la Ligue des champions de l'AFC 2008
- Promu de la J League 2 2007

### Localisation des clubs
| \| Clubs du Grand Tokyo · Kawasaki Frontale (Kanagawa) · Kashima Antlers (Ibaraki) · Urawa Red Diamonds (Saitama) · Yokohama F. Marinos (Kanagawa) · Omiya Ardija (Saitama) · FC Tokyo (Tokyo) · Kashiwa Reysol (Chiba) · JEF United Ichihara Chiba (Chiba) · Tokyo Verdy (Tokyo) Grand Tokyo Albirex Niigata Nagoya Grampus Shimizu S-Pulse Júbilo Iwata Vissel Kobe Gamba Osaka Kyoto Sanga FC Oita Trinita Consadole Sapporo \| Localisation des clubs engagés dans le championnat. |
| Clubs du Grand Tokyo · Kawasaki Frontale (Kanagawa) · Kashima Antlers (Ibaraki) · Urawa Red Diamonds (Saitama) · Yokohama F. Marinos (Kanagawa) · Omiya Ardija (Saitama) · FC Tokyo (Tokyo) · Kashiwa Reysol (Chiba) · JEF United Ichihara Chiba (Chiba) · Tokyo Verdy (Tokyo) Grand Tokyo Albirex Niigata Nagoya Grampus Shimizu S-Pulse Júbilo Iwata Vissel Kobe Gamba Osaka Kyoto Sanga FC Oita Trinita Consadole Sapporo                                                           |

| Clubs du Grand Tokyo · Kawasaki Frontale (Kanagawa) · Kashima Antlers (Ibaraki) · Urawa Red Diamonds (Saitama) · Yokohama F. Marinos (Kanagawa) · Omiya Ardija (Saitama) · FC Tokyo (Tokyo) · Kashiwa Reysol (Chiba) · JEF United Ichihara Chiba (Chiba) · Tokyo Verdy (Tokyo) Grand Tokyo Albirex Niigata Nagoya Grampus Shimizu S-Pulse Júbilo Iwata Vissel Kobe Gamba Osaka Kyoto Sanga FC Oita Trinita Consadole Sapporo |

## Compétition

### Classement
Source : CLASSEMENT J.LEAGUE DIVISION 1 2008 sur transfermarkt.fr
| Rang | Équipe                    | Pts | J  | G  | N  | P  | Bp | Bc | Diff |
| ---- | ------------------------- | --- | -- | -- | -- | -- | -- | -- | ---- |
| 1    | Kashima Antlers T         | 63  | 34 | 18 | 9  | 7  | 56 | 30 | +26  |
| 2    | Kawasaki Frontale         | 60  | 34 | 18 | 6  | 10 | 65 | 42 | +23  |
| 3    | Nagoya Grampus            | 59  | 34 | 17 | 8  | 9  | 48 | 35 | +13  |
| 4    | Oita Trinita L            | 56  | 34 | 16 | 8  | 10 | 33 | 24 | +9   |
| 5    | Shimizu S-Pulse           | 55  | 34 | 16 | 7  | 11 | 50 | 42 | +8   |
| 6    | FC Tokyo                  | 55  | 34 | 16 | 7  | 11 | 50 | 46 | +4   |
| 7    | Urawa Red Diamonds        | 53  | 34 | 15 | 8  | 11 | 50 | 42 | +8   |
| 8    | Gamba Osaka C C1          | 50  | 34 | 14 | 8  | 12 | 46 | 49 | -3   |
| 9    | Yokohama F. Marinos       | 48  | 34 | 13 | 9  | 12 | 43 | 32 | +11  |
| 10   | Vissel Kobe               | 47  | 34 | 12 | 11 | 11 | 39 | 38 | +1   |
| 11   | Kashiwa Reysol            | 46  | 34 | 13 | 7  | 14 | 48 | 45 | +3   |
| 12   | Omiya Ardija              | 43  | 34 | 12 | 7  | 15 | 36 | 45 | -9   |
| 13   | Albirex Niigata           | 42  | 34 | 11 | 9  | 14 | 32 | 46 | -14  |
| 14   | Kyoto Sanga FC P          | 41  | 34 | 11 | 8  | 15 | 37 | 46 | -9   |
| 15   | JEF United Ichihara Chiba | 38  | 34 | 10 | 8  | 16 | 36 | 53 | -17  |
| 16   | Júbilo Iwata              | 37  | 34 | 10 | 7  | 17 | 40 | 48 | -8   |
| 17   | Tokyo Verdy P             | 37  | 34 | 10 | 7  | 17 | 38 | 50 | -12  |
| 18   | Consadole Sapporo P       | 18  | 34 | 4  | 6  | 24 | 36 | 70 | -34  |

|  | Qualification pour la Ligue des champions de l'AFC 2009 |
|  | Barrages de relégation |
|  | Reléguer en J League 2 2009 |
|  | T : Tenant du titre C : Vainqueur de la Coupe de l'Empereur 2008 L : Vainqueur de la Coupe de la Ligue 2008 S : Vainqueur de la Supercoupe du Japon 2008 C1 : Vainqueur de la Ligue des champions 2008 P : Promu de D2 |

## Barrage promotion-relégation
Le match oppose le 16e de la première division contre le 3e de la deuxième division un match aller-retour.
| 10 décembre 2008 | Vegalta Sendai | 1 - 1   | Júbilo Iwata | Stade de Sendai, Sendai                      |                                              |
|                  | Nádson 41e     | (1 - 0) | 53e Matsuura | Spectateurs : 18 974 Arbitrage : Kenji Ogiya | Spectateurs : 18 974 Arbitrage : Kenji Ogiya |
|                  | Rapport        |         |              | Spectateurs : 18 974 Arbitrage : Kenji Ogiya | Spectateurs : 18 974 Arbitrage : Kenji Ogiya |

| 10 décembre 2008 | Júbilo Iwata     | 2 - 1   | Vegalta Sendai | Stade Yamaha, Iwata                              |                                                  |
|                  | Matsuura 41e 70e | (1 - 0) | 90e Ryang      | Spectateurs : 16 693 Arbitrage : Masayoshi Okada | Spectateurs : 16 693 Arbitrage : Masayoshi Okada |
|                  | Rapport          |         |                | Spectateurs : 16 693 Arbitrage : Masayoshi Okada | Spectateurs : 16 693 Arbitrage : Masayoshi Okada |

## Statistiques

### Meilleurs buteurs
|                    | Buteur             | Club               | Buts | Pen. | MJ | BM%  | Min.  |
| ------------------ | ------------------ | ------------------ | ---- | ---- | -- | ---- | ----- |
| Médaille d'or      | Marquinhos         | Kashima Antlers    | 21   | 0    | 30 | 0,70 | 2 605 |
| Médaille d'argent  | Davi               | Consadole Sapporo  | 16   | 0    | 26 | 0,62 | 2 269 |
| Médaille de bronze | Jong Tae-se        | Kawasaki Frontale  | 14   | 0    | 33 | 0,42 | 2 385 |
| 4                  | Atsushi Yanagisawa | Kyoto Sanga FC     | 14   | 0    | 32 | 0,44 | 2 749 |
| 5                  | Alessandro Nunes   | Albirex Niigata    | 13   | 0    | 30 | 0,43 | 2 462 |
| 6                  | Shingo Akamine     | FC Tokyo           | 12   | 0    | 30 | 0,40 | 1 637 |
| 7                  | Frode Johnsen      | Nagoya Grampus     | 12   | 1    | 34 | 0,35 | 2 938 |
| 8                  | Juninho            | Kawasaki Frontale  | 12   | 0    | 32 | 0,38 | 2 862 |
| 9                  | Edmílson           | Urawa Red Diamonds | 11   | 0    | 31 | 0,35 | 2 224 |
| 10                 | Túlio              | Urawa Red Diamonds | 11   | 0    | 31 | 0,35 | 2 674 |

| Source : CLASSEMENT DES BUTEURS J1 LEAGUE 2008 Légende Pen. : Nombre de pénaltys MJ : Nombre de matchs joués BM% : Ratio de buts par match Min. : Temps de jeu total en minutes |

## Parcours continental des clubs
Le parcours des clubs japonais en Ligue des champions de l'AFC est important puisqu'il détermine le coefficient AFC japonais, et donc le nombre de clubs japonais présents dans la compétition les années suivantes.
| Club               | Compétition         | Résultat      | Ultime(s) adversaire(s) |
| ------------------ | ------------------- | ------------- | ----------------------- |
| Kashima Antlers    | Ligue des champions | 1/4 de finale | Adélaïde United         |
| Urawa Red Diamonds | Ligue des champions | 1/2 finale    | Gamba Osaka             |
| Gamba Osaka        | Ligue des champions | Vainqueur     | Adélaïde United         |